# ЭТ2М
ЭТ2М (Электропоезд Торжокский 2-й тип, Модернизированный) — серия электропоездов постоянного тока, строившихся с 1999 по 2010 год на Торжокском вагоностроительном заводе.
Общее заводское обозначение можно записать как 62-4160<в/и>, где вместо <в/и> указываются буквы, добавленные к обозначению ЭТ2 для определённой модификации (варианта и/или исполнения); например, модель 62-4160ЭМ (для электропоезда ЭТ2ЭМ). Эти же буквы добавляются и в заводские обозначения вагонов:
- прицепной головной вагон (Пг) — 62-4161<в/и>;
- моторный промежуточный вагон (Мп) — 62-4162<в/и>;
- прицепной промежуточный вагон (Пп) — 62-4163<в/и>.

## Общие сведения

### Отличия от базового варианта
Основой при создании электропоезда ЭТ2М послужил электропоезд ЭТ2. Первый электропоезд ЭТ2М (№ 028) был построен в августе 1999 года и поступил в депо Нижний Тагил Свердловской железной дороги. По внешнему виду данный электропоезд ничем не отличается от ЭТ2 последних выпусков (ЭТ2-011 и далее).
Поезда ЭТ2М с № 029 уже получили некоторые отличия в форме кабины машиниста. Во-первых, стенка под лобовыми стёклами (на которой расположены буферные фонари) расположена под другим углом наклона (на предыдущих составах имеется наклон в обратную сторону). Во-вторых, исчезло скругление лобовой части (оба лобовых стекла расположены в одной плоскости). В-третьих, изменилась конструкция самих буферных фонарей (более подробное описание дано в следующем подразделе).
На электропоезда ЭТ2М устанавливался двигатель ТЭД-2У1, ЭК-235У1. Масса электропоезда (значения указаны для состава в 10-вагонном исполнении) возросла до 518,6 т (против 506 т у ЭТ2).
Составы ЭТ2М (и их разновидности повышенного комфорта) получили возможность эксплуатации с нечётным числом вагонов (по аналогии с электропоездом ЭД2Т); при этом в классическую восьмивагонную или десятивагонную композицию добавляется один вагон Пп (соответственно кроме типичных схем в четыре, шесть, восемь, десять и двенадцать вагонов ЭТ2М может иметь девяти- и одиннадцативагонную составность).

### Изменения в процессе выпуска
За весь период выпуска электропоездов ЭТ2М было отмечено много различных мелких изменений:
- менялось четыре раза расположение и размеры поручней на лобовой части (№ 029 — изменилось первый раз, с № 030 по № 036 — изменилось второй раз, с № 037 по № 058 — изменилось третий раз, с № 059 (отдельные головные вагоны) — окончательный вариант, сохранившийся до последнего электропоезда в серии);
- на электропоездах с № 029 по № 032 отсутствуют козырьки над буферными огнями;
- на электропоездах № 029 и № 030 изменена конструкция крыши над кабиной машиниста;
- менялся тип окон (с № 028 по № 040 (вагоны 03, 04, 05, 06, 07, 08 состава № 092, после капитального ремонта по циклу КР-1 на Московском локомотиворемонтном заводе) — сдвижного типа, с № 041 по № 143 — откидного типа;
- на электропоезде № 047 были поставлены окна с тонированными стёклами;
- пластиковые сиденья новой конструкции меняли свой цвет три раза (исходный вариант с № 028 по № 072 — оранжевого цвета и с № 073 по № 135 (отдельные головные вагоны) — голубого цвета, с № 136 по № 143 — белого цвета с тканевыми вставками: синие с клетчатой драпировкой, либо синие с тёмно-синими крапинками);
- менялся тип источников света для освещения салона (лампы накаливания устанавливались с № 028 по № 086 (головные вагоны с № 8032 по № 8035), лампы дневного света были установлены на электропоезда с № 087 по № 135 (головной вагон 000), на секции ЭТ2М-13001-02 освещение салона выполнено светодиодами в опытном варианте, далее светодиоды устанавливались с № 136 по № 143);
- тип источников света для буферных огней, маршрутного фонаря и красных хвостовых сигналов сменился с ламп накаливания на светодиоды с электропоезда № 130;
- новый вид двери с улицы в служебный тамбур можно видеть начиная с ЭТ2М № 090;
- пульт машиниста 4161МЛ.07.15.000-1 производства ОАО «НПП Дальняя связь» устанавливался в кабину машиниста с № 092 по № 143 (до № 092 устанавливался старый вариант пульта, аналогичный установленным на электропоездах ЭТ2); с № 140 по № 143 устанавливался контроллер машиниста типа «джойстик»; было изменено расположение рукоятки бдительности (РБ-80), отсутствуют ящики для документов;
- с № 094 по № 143 производилась заводская установка электронных маршрутных табло.

### Нумерация и маркировка
Система нумерации составов и их вагонов для поездов ЭТ2М и их вариантов аналогична принятой для электропоездов ЭТ2 (базовой версии). Составы получили номера трёхзначного написания. Нумерация была сквозная: начиная с 028 (продолжение нумерации ЭТ2, ЭТ2Л) до 143 для ЭТ2М и их разновидностей . Исключение составили ЭТ2ЭМ (с 001 и по 003 включительно), нумерация которых считалась отдельно. Маркировка на лобовой части головных вагонов выполнялась в формате ЭТ2<в/и> XXX, где ХХХ — номер состава (без указания номера вагона). Тип состава наносился слева, а номер — справа от автосцепки (в одну строку) несколько выше неё. Каждый вагон состава получил свой номер в пятизначном формате, где первые три цифры — номер состава, последние две — номер вагона по комплекту. Маркировка с номерами вагонов выполняться на уровне окон по краям бортов вагонов и отличалась добавлением двух цифр в конец (формат ЭТ2<в/и> XXXYY, где YY — двузначный номер вагона). Эта маркировка наносилась в две строки (в первой строке название, во второй — пятизначный номер). При этом моторные вагоны получали чётные номера, головные — нечётные 01 и 09, прицепные — другие нечётные (например, ЭТ2М 04301 — головной вагон состава ЭТ2М 043; ЭТ2М 04304 — моторный того же состава и так далее).
Промежуточные вагоны не обязательно получали номера подряд. Это касается не только составов из 12 вагонов, где не было вагонов Пп с номером XXX09 (так как он был головным). В некоторых (или даже во всех) составах ЭТ2М, выпущенных в укороченной композиции, последний вагон Мп (в секции с вагоном Пг с номером XXX09) получал номер XXX10 (то есть в восьмивагонных поездах не было вагонов XXX07 и XXX08, а в шестивагонных — вагонов XXX05, XXX06, XXX07 и XXX08).

### Технические характеристики
Основные параметры 10-вагонного электропоезда ЭТ2М:
- напряжение контактной сети — от 2700 до 3850 В постоянного тока (от 2200 до 4000 В на 5 минут);
- масса:
  - поезда — 518,6 т;
  - вагона Мп — 60,0 т;
  - вагона Пп — 42,8 т;
  - вагона Пг — 51,7 т.
- номинальная мощность часового режима:
  - общая — 4700 кВт;
  - вагона Мп — 940 кВт.

### Сведения о постройке
Всего ТорВЗ выпустил 109 электропоездов серии ЭТ2М, а также один поезд ЭТ2МРЛ, шесть ЭТ2МЛ и три ЭТ2ЭМ. Кроме того, в 2006 году завод выпустил шесть, а в 2008 году семь отдельных средних электросекций (Мп+Пп) для дополнения составов ЭТ2М. Таким образом, всего было выпущено 530 учётных двухвагонных электросекций для ЭТ2М, 4 для ЭТ2МРЛ, 23 для ЭТ2МЛ и 15 для ЭТ2ЭМ. Помимо этого, в 2005 году было выпущено восемь отдельных вагонов Пг, и ещё один в 2006 году (итого 1069 вагонов для ЭТ2М, 8 для ЭТ2МРЛ, 46 для ЭТ2МЛ и 30 для ЭТ2ЭМ).
| Сведения о номерах электропоездов серии ЭТ2М, их составности, а также о постройке отдельных электровагонов и секций | Сведения о номерах электропоездов серии ЭТ2М, их составности, а также о постройке отдельных электровагонов и секций | Сведения о номерах электропоездов серии ЭТ2М, их составности, а также о постройке отдельных электровагонов и секций | Сведения о номерах электропоездов серии ЭТ2М, их составности, а также о постройке отдельных электровагонов и секций | Сведения о номерах электропоездов серии ЭТ2М, их составности, а также о постройке отдельных электровагонов и секций | Сведения о номерах электропоездов серии ЭТ2М, их составности, а также о постройке отдельных электровагонов и секций |
| Год выпуска | Количество построенных электровагонов, шт                                                                           | Номера выпущенных электропоездов                                                                                    | Количество вагонов в электропоездах                                                                                 | Номера отдельных головных электровагонов                                                                            | Номера отдельных средних электросекций                                                                              |
| --- | --- | --- | --- | --- | --- |
| 1999 | 40 | 028—031 | 10 | — | — |
| 2000 | 80 | 032—039 | 10 | — | — |
| 2001 | 50 | 040—044 | 10 | — | — |
| 2002 | 100 | 045—054 | 10 | — | — |
| 2003 | 70 | 055—061 | 10 | — | — |
| 2004 | 50 | 064, 067—070 | 10 | — | — |
| 2005 | 92 | 071—074, 080, 081                                                                                                   | 10 | 803201, 803209, 803301, 803309, 803401, 803409, 803501, 803509                                                      | — |
| 2005 | 92 | 076, 079, 082, 083                                                                                                  | 6 | 803201, 803209, 803301, 803309, 803401, 803409, 803501, 803509                                                      | — |
| 2006 | 127 | 084, 086, 087, 090—095                                                                                              | 10 | 000 (0001) | (05511-05512), (06111-06112), (06811-06812), (07411-07412), (08611-08612), (09211-09212)                            |
| 2006 | 127 | 085, 088, 089 | 8 | 000 (0001) | (05511-05512), (06111-06112), (06811-06812), (07411-07412), (08611-08612), (09211-09212)                            |
| 2007 | 132 | 096—099, 101—103, 107                                                                                               | 10 | — | — |
| 2007 | 132 | 100, 104, 108 | 12 | — | — |
| 2007 | 132 | 105, 106 | 8 | — | — |
| 2008 | 144 | 109—115, 117—119 | 10 | — | (09511-09512), (11111-11112), (11211-11212), (11311-11312), (11511-11512), (11711-11712), (11811-11812)             |
| 2008 | 144 | 116, 120—123 | 6 | — | (09511-09512), (11111-11112), (11211-11212), (11311-11312), (11511-11512), (11711-11712), (11811-11812)             |
| 2009 | 108 | 125, 128, 131, 133                                                                                                  | 10 | — | — |
| 2009 | 108 | 126, 127, 134, 135                                                                                                  | 6 | — | — |
| 2009 | 108 | 129, 130, 132 | 12 | — | — |
| 2009 | 108 | 124 | 8 | — | — |
| 2010 | 76 | 137, 139, 141, 142, 143                                                                                             | 8 | — | — |
| 2010 | 76 | 136, 138, 140 | 12 | — | — |

## Модификации электропоездов ЭТ2М

### ЭТ2МРЛ
Модернизированный комфортабельный пригородный электропоезд, выпущен в единственном экземпляре в 2003 году (ЭТ2МРЛ-062) в восьмивагонной составности.

### ЭТ2МЛ
Модернизированный комфортабельный пригородный электропоезд. Выпускался в 2004—2005 годах:
- ЭТ2МЛ-063 — шестивагонная составность (2004 год);
- ЭТ2МЛ-065 — восьмивагонная составность (2004 год);
- ЭТ2МЛ-066 — восьмивагонная составность (2004 год);
- ЭТ2МЛ-075 — восьмивагонная составность (2005 год);
- ЭТ2МЛ-077 — восьмивагонная составность (2005 год);
- ЭТ2МЛ-078 — восьмивагонная составность (2005 год).

### ЭТ2ЭМ
Модернизированный пригородный электропоезд, оснащён комплектом энергосберегающего оборудования на 1500 В производства АО «Рижский электромашиностроительный завод». Для этого варианта введена собственная нумерация составов (от 001 до 003). Выпускался с 2005 по 2006 год:
- ЭТ2ЭМ-001 — десятивагонная составность (2005 год);
- ЭТ2ЭМ-002 — восьмивагонная составность с дополнением до десятивагонной (2006 год);
- ЭТ2ЭМ-003 — восьмивагонная составность с дополнением до десятивагонной (2006 год).

## Эксплуатация
По состоянию на середину 2019 года электропоезда ЭТ2М разных исполнений используются в России на Октябрьской, Свердловской, Южно-Уральской, Западно-Сибирской и Куйбышевской железных дорогах.

### ЭТ2М
Подавляющее большинство поездов этого варианта (около 80 %) эксплуатируются в различных депо Октябрьской железной дороги, главным образом Крюково и Санкт-Петербург-Балтийский. Около 10 % эксплуатирует Свердловская железная дорога (депо Нижний Тагил). Четыре состава работают на Куйбышевской железной дороге (номера 069, 087, 105, 106) и три на Западно-Сибирской (081, 093, 124).

### ЭТ2МРЛ
Эксплуатируется на Южно-Уральской железной дороге (приписка депо Курган). За время эксплуатации несколько раз менялась маркировка обозначения: сначала убрали буквы РЛ, затем и букву М, которую впоследствии вернули.

### ЭТ2МЛ
В эксплуатации три состава на Южно-Уральской и три на Октябрьской железной дорогах. За время эксплуатации на поездах с номерами 063, 065, 075 и 078 убрали из маркировки букву Л, а на ЭТ2МЛ-066 обе буквы (МЛ); позже на поезде 078 букву Л вернули на место. Также полное обозначение сохранилось на ЭТ2МЛ-077.

### ЭТ2ЭМ
Эксплуатируются на Октябрьской железной дороге. В 2013 году ЭТ2ЭМ-001 получил именное название «Ладога», в 2014 году ЭТ2ЭМ-002 — «Вуокса», а ЭТ2ЭМ-003 — «Карелия». Примечание: два из существующих состава в связи нехватки комплектующих для ремонта были переделаны под обычные ЭТ2М (на данный момент машина за номером 003 таковой уже является, а 002 отправлена на КРЭВРЗ на переделку под электрическую схему ЭТ2М). "Чистокровкой" осталась машина за номером 001..

### Комментарии
1. ↑  При выпуске присвоен номер 000, в процессе эксплуатации в конец номера добавлена цифра 1.